# ベラスト・ダビド
- ベッラスト・ダビド

ベラスト・ダビド（Verrasztó Dávid、1988年8月22日 - ）は、ハンガリー・ブダペスト出身の男子競泳選手。傑出した個人メドレー選手を輩出することで知られるハンガリーにおいてダルニュイ・タマス、チェ・ラースローの後継者と言われ、得意の400m個人メドレーで2度の世界選手権銀メダリスト、3度の世界短水路選手権銅メダリスト、ヨーロッパ選手権とヨーロッパ短水路選手権でそれぞれ3度の金メダリストに輝いた選手である。
10代の頃から年齢別ハンガリー記録を樹立してジュニアヨーロッパチャンピオンに輝き、ヨーロッパ選手権のファイナリストになるなど国際大会で活躍したが、個人メドレーでの世界大会ハンガリー代表の壁は高く、世界大会の個人メドレーデビューは22歳の時の2010年世界短水路選手権、オリンピックデビューは23歳の時の2012年ロンドンオリンピックだった。ヨーロッパの大会では2010年ヨーロッパ短水路選手権で初のシニアヨーロッパタイトルを獲得したが、この時はチェ・ラースローが不在の中での優勝であり、チェ・ラースローが出場していた2009年・2011年・2012年のヨーロッパ短水路選手権と2010年・2012年のヨーロッパ選手権では全てチェ・ラースローに次ぐ銀メダルに終わった。2013年からチェ・ラースローが短距離に専念するようになったこともあり、2013年以降は5つのヨーロッパタイトルを獲得した。世界選手権と世界短水路選手権ではメダルを獲得したが、オリンピックでの最高成績は4位とメダルにあと一歩届かなかった。
父ベラスト・ゾルターン、母のジューロー・モニカ、妹のベラスト・エブリンもハンガリー代表として活躍した競泳選手。3人とも個人メドレーで主要国際大会のメダリストやファイナリストになった実績を持つ。

## 経歴
元競泳ハンガリー代表の両親の下に生まれる。水泳は8歳で始めたが、小さい頃は水泳以外にも色々なスポーツを試した。

### 2003年 - 2005年
国際大会デビューとなった2003年のヨーロッパユースオリンピックフェスティバルで個人メドレー2冠（200m・400m）を達成すると、2005年のヨーロッパジュニア選手権でも個人メドレー2冠（200m・400m）を達成した。400mの優勝タイム4分17秒72は年齢別（17歳）ハンガリー記録であり、2020年にコーシュ・フベルトが4分15秒77に更新するまで15年残り続けた。17歳で出場した2005年ヨーロッパ短水路選手権では400m個人メドレー予選を4位の記録で泳いだが、ダビドより上の順位にハンガリー選手が2人いたため、1カ国2名しか次のラウンドに進出できないルールにより決勝を泳ぐことはできなかった。

### 2007年世界選手権
2007年3月、メルボルンで開催された世界選手権で世界大会デビューを果たした。400mと1500m自由形・200mバタフライの3種目に出場し、1500m自由形では15分14秒68のハンガリー新記録（当時）を樹立したが、3種目全て予選敗退に終わった。

### 2008年オリンピック
2008年8月、北京オリンピックの400m個人メドレー代表はチェ・ラースローとキシュ・ゲルゲーに阻まれたが、4×200mフリーリレーの補欠には選ばれた。しかし、6番手の自分は絶対に泳げないと思ったダビドは北京に行くのを拒否し、父と妹の数日間の説得にも応じず北京行きの飛行機に乗らなかった。

### 2009年ヨーロッパ短水路選手権
2009年12月、イスタンブールで開催されたヨーロッパ短水路選手権に出場。400m個人メドレー決勝において、同じハンガリーのチェ・ラースローが3分57秒27の短水路世界新記録（当時）で優勝を飾る中、4分00秒10の自己ベスト（当時）をマークして2位に入り、自身初のシニアヨーロッパメダルを獲得した。

### 2010年ヨーロッパ選手権
2010年8月、自国開催（ブダペスト）のヨーロッパ選手権に出場。400m個人メドレーでは昨年のヨーロッパ短水路選手権同様チェ・ラースローに2秒01及ばず2位に終わったが、長水路のヨーロッパ選手権で自身初のメダルを獲得した。

### 2010年ヨーロッパ短水路選手権
2010年11月、アイントホーフェンで開催されたヨーロッパ短水路選手権に出場。400m個人メドレーではディフェンディングチャンピオンのチェ・ラースローが不在の中、2位に2秒02の差をつけて優勝し、自身初のシニアヨーロッパタイトルを獲得した。

### 2010年世界短水路選手権
2010年12月、ドバイで開催された世界短水路選手権で短水路の世界選手権デビューを果たすと、ヨーロッパチャンピオンとして臨んだ400m個人メドレーでは決勝に進出し、初めて世界大会のファイナリストとなった。決勝はライアン・ロクテが3分55秒50の短水路世界新記録（当時）で優勝を飾る中、ウサマ・メルーリ（3分57秒40）、スコット・クラリー（3分57秒56）に次ぐ4位に終わった。なお、4位という順位のためメダルにあと一歩の印象を受けるが、3位との差は実に5秒17もあった。

### 2011年世界選手権
2011年7月、上海で開催された世界選手権に出場。400m個人メドレーでは長水路の世界選手権で初めて決勝に進出したが6位に終わった（メダルに3秒69差）。

### 2012年オリンピック
2012年7-8月、ロンドンオリンピックの200mと400mの個人メドレーに出場してオリンピックデビューを果たしたが、それぞれ予選35位と22位に終わった。

### 2012年世界短水路選手権
2012年12月、イスタンブールで開催された世界短水路選手権に出場。400m個人メドレーでは2大会連続で決勝に進出し、瀬戸大也（3分59秒15）、チェ・ラースロー（4分00秒50）に次ぐ3位に入り、世界大会で自身初のメダルとなる銅メダルを獲得した。

### 2013年世界選手権
2013年8月、バルセロナで開催された世界選手権の400m個人メドレーに出場し、2大会連続で決勝に進出したが6位に終わった（メダルに4秒20差）。

### 2014年ヨーロッパ選手権
2014年8月、ベルリンで開催されたヨーロッパ選手権に出場。400m個人メドレーでは自己ベスト（当時4分11秒71）に迫る4分11秒89で優勝し、長水路の大会では自身初のシニアヨーロッパタイトルを獲得した。

### 2014年世界短水路選手権
2014年12月、ドーハで開催された世界短水路選手権に出場。ヨーロッパチャンピオンとして臨んだ400m個人メドレーでは3大会連続となる決勝に進出すると、瀬戸大也（3分56秒33）、萩野公介（4分01秒17）に次ぐ3位に入り、前回大会に続いて銅メダルを獲得した。

### 2015年世界選手権

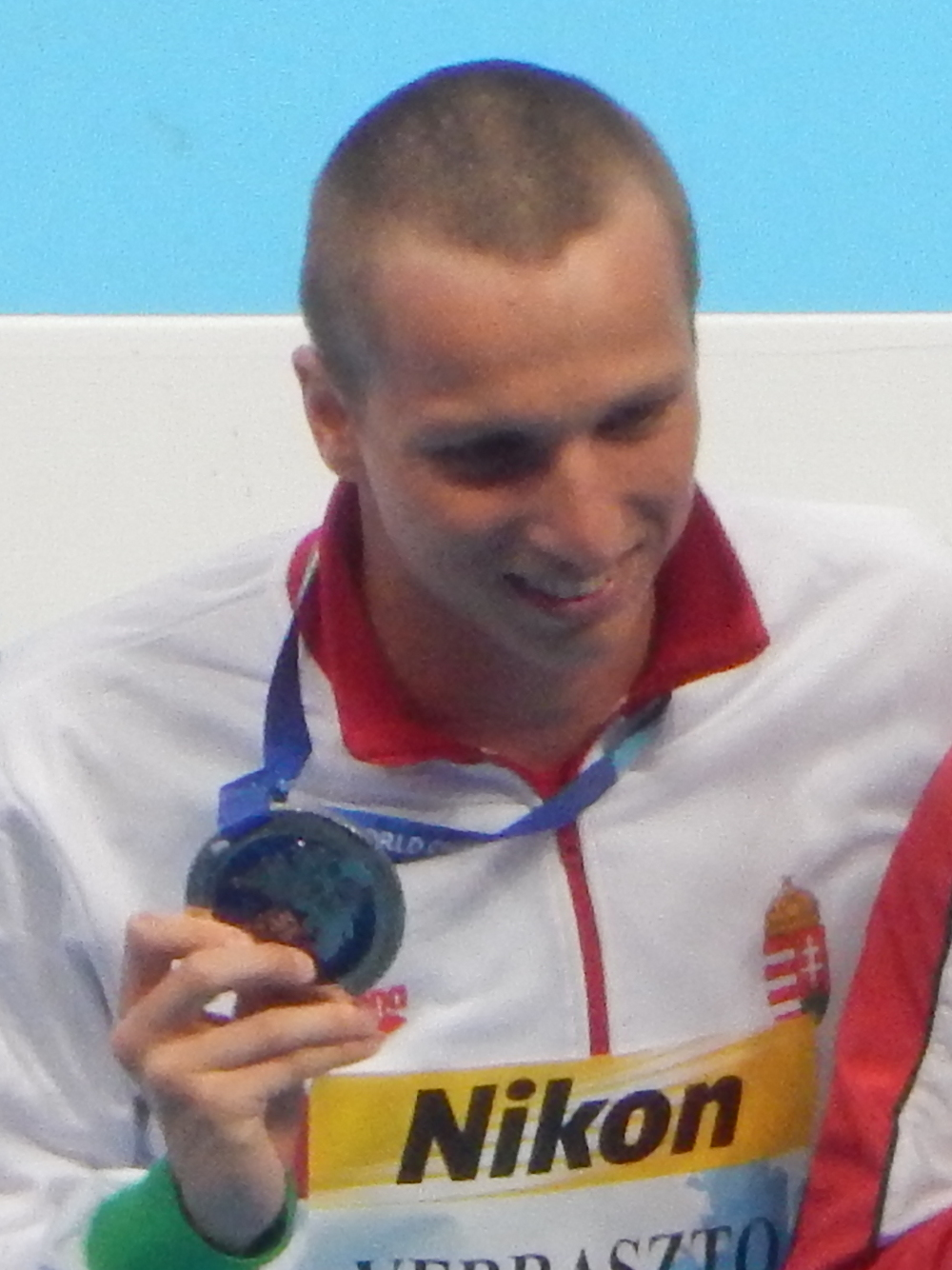
2015年カザン世界選手権

2015年8月、カザンで開催された世界選手権の400m個人メドレーに出場し、3大会連続で決勝に進出した。迎えた決勝ではバタフライを終えた時点で6位だったが、背泳ぎでメダル圏内の3位、平泳ぎで2位に浮上。最後の自由形では50mを終えた時点でチェイス・カリッシュに抜かれ3位に順位を下げるも、残り50mで再び追い抜き4分09秒90の自己ベスト（当時）でフィニッシュ。優勝した瀬戸大也には1秒40及ばなかったものの、3位のチェイス・カリッシュを0秒15抑えて銀メダルを獲得し、長水路の世界選手権では自身初のメダルを獲得した。また、これによりダビドは、ハージティ・アンドラーシュ、ダルニュイ・タマス、チェ・ラースローに次ぐ、ハンガリー勢史上4人目の世界選手権男子400m個人メドレーのメダリストとなった。

### 2016年ヨーロッパ選手権
2016年5月、ロンドンで開催されたヨーロッパ選手権の400m個人メドレーに出場。決勝ではバタフライを終えた時点で3位だったが、背泳ぎで2位に約2秒の差をつけるとそのまま1位を譲らず、最後は2位に約1秒の差をつけてフィニッシュし、連覇を達成するとともに4大会連続となるメダルを獲得した。

### 2016年オリンピック
2016年8月、リオデジャネイロオリンピックの400m個人メドレーに出場するも予選12位に終わり、メダルはおろか決勝にすら進出することができなかった。前回のロンドン大会以降、長水路と短水路のヨーロッパチャンピオンにそれぞれ2度輝き、世界選手権でも銀メダルを獲得するなど上手くいっていた4年間だっただけに今回の結果に失望も大きく、ダビドはエントリーしていた200m個人メドレーに出場せず帰国した。なお、今大会でオリンピックメダルを獲得できていたら選手のキャリアを終えるつもりだったという。

### 2016年世界短水路選手権
2016年12月、ウィンザーで開催された世界短水路選手権に出場。ヨーロッパチャンピオンとして臨んだ400m個人メドレーでは4大会連続で決勝に進出すると、瀬戸大也（3分59秒24）、マックス・リッチフィールド（4分00秒66）に次ぐ3位に入り、3大会連続の銅メダルを獲得した。

### 2017年セッテコリ杯
2017年6月、ローマで開催されたセッテコリ杯に出場。400m個人メドレー決勝を世界歴代7位・チェ・ラースローに次ぐヨーロッパ歴代2位・今季世界1位（全て当時）の記録となる4分07秒47で制し、世界歴代8位（当時）の4分07秒99をマークした瀬戸大也を抑えて優勝した。この記録は2015年カザン世界選手権の優勝タイム（4分08秒50）と2016年リオデジャネイロオリンピックの銅メダルタイム（4分09秒71）を上回るものだった。

### 2017年世界選手権
2017年7月、自国開催（ブダペスト）の世界選手権の400m個人メドレーに出場。チェイス・カリッシュに今季世界ランク1位（4分06秒99）の座は奪われたものの、今季世界ランク2位（4分07秒47）のメダル候補として出場すると、予選を無難に突破して4大会連続となる決勝に進出した。迎えた決勝ではバタフライを終えた時点で5位だったが、背泳ぎでメダル圏内の3位、平泳ぎで2位に順位を上げ、最後の自由形でも2位をキープしたまま4分08秒38でフィニッシュ。2大会連続でチェイス・カリッシュに2秒48及ばず優勝は逃したが、瀬戸大也を0秒76抑えて2大会連続となる銀メダルを獲得した。表彰式ではハンガリー競泳界最大のスターであるダルニュイ・タマスからメダルを授与された。

### 2018年ヨーロッパ選手権
2018年8月、グラスゴーで開催されたヨーロッパ選手権に出場。400m個人メドレーはバタフライ、背泳ぎ、平泳ぎを終えた時点ではマックス・リッチフィールドに次ぐ2位につけていたが、最後の自由形でリッチフィールドを抜いて0秒35差でフィニッシュ。2位と3位の差が3秒26というリッチフィールドとの一騎討ちを制し、3連覇を達成するとともに5大会連続となるメダルを獲得した。また、13日後に30歳になるダビドは、この種目における最年長チャンピオンとなった。

### 2019年世界選手権
2019年7月、光州で開催された世界選手権の400m個人メドレーに出場。今季世界ランク3位（4分11秒90）ということもありメダルを期待されたが、シーズンベストからは程遠い4分16秒95で予選13位に終わり、3大会連続のメダルはおろか5大会連続の決勝進出を逃した。

### 2020年オリンピック
2021年7-8月、新型コロナウイルス感染症によって1年延期された東京オリンピックの400m個人メドレーに出場すると、3回目の出場で初めて決勝に進出した。迎えた決勝ではバタフライを終えた時点で最下位の8位だったが、背泳ぎで5位、平泳ぎでメダル圏内の3位に浮上。最後の自由形でも50mを終えた時点ではまだ3位だったが、最終的にチェイス・カリッシュ（4分09秒42）、ジェイ・リザーランド（4分10秒28）、ブレンドン・スミス（4分10秒38）に次ぐ4位でフィニッシュし、自身初のオリンピックメダルを0秒21差で惜しくも逃した。

### 2022年ヨーロッパ選手権
2022年8月、ローマで開催されたヨーロッパ選手権に出場。400m個人メドレーで6大会連続となる決勝に進出すると、アルベルト・ラツェッティ（4分10秒60）に次ぐ2位に入り、34歳を目前にした今大会で通算6つ目のヨーロッパ選手権メダルとなる銀メダルを獲得した。

## 人物
- 2008年北京オリンピックの参加拒否[19][20]、2010年ヨーロッパ選手権（英語版）の200m個人メドレー予選後に中指を立てる[56]、2011年ヨーロッパ短水路選手権（英語版）後のパーティーでジュルタ・ゲルゲイ（英語版）を殴る[注釈 2][57]、2014年ヨーロッパ選手権（英語版）の400m個人メドレー優勝後に「ハンガリーではヨーロッパのタイトルに価値はない」と発言[58]、2018年ヨーロッパ選手権（英語版）の前に飲酒運転で捕まるなど[59]、短気な性格ということもあり問題ある言動で世間を度々騒がせている。感情をコントロールするためにスポーツ心理学者の診察を受けていたという[20]。
- 趣味はモータースポーツ、ラリー、ドライブ、料理、コーヒー[60][11][61]。
- 調理師の資格を持っている。なお、ダビドの祖父はホテルの元シェフだという[62]。
- 以前から時々カフェで働くなどしていたダビドは引退後の将来を考え、同じくコーヒー愛好家で妹のエブリンとブダペストのカールヴィン広場にカフェを2017年にオープンした[63][64]。
- ロールモデルはラリードライバーのコリン・マクレーと総合格闘家のコナー・マクレガー[60]。
- ライフセービング競技の世界選手権やヨーロッパ選手権にも出場し、ヨーロッパ選手権ではメダルも獲得している[65][66][67]。

## 家族
父のベラスト・ゾルターンは200m背泳ぎと400m個人メドレーのオリンピックメダリスト、200m背泳ぎの世界チャンピオンとヨーロッパチャンピオン、400m個人メドレーの元世界記録保持者。母のジューロー・モニカは1986年マドリード世界選手権代表、複数種目のヨーロッパ選手権ファイナリスト。妹のベラスト・エブリンは5度のオリンピアン、長水路と短水路を通じて5度のヨーロッパチャンピオン、200m個人メドレーの元短水路世界記録保持者。

## 主要国際大会の成績
世界水泳連盟のウェブサイトなど参照
| 年             | 大会                                        | 場所                 | 種目               | 結果           | 記録           | 泳順           | 備考           |
| ハンガリー代表 | ハンガリー代表                              | ハンガリー代表       | ハンガリー代表     | ハンガリー代表 | ハンガリー代表 | ハンガリー代表 | ハンガリー代表 |
| -------------- | ------------------------------------------- | -------------------- | ------------------ | -------------- | -------------- | -------------- | -------------- |
| 2003           | ヨーロッパユースオリンピック フェスティバル | パリ                 | 200m個人メドレー   | 金メダル       | 2分06秒29      |                |                |
| 2003           | ヨーロッパユースオリンピック フェスティバル | パリ                 | 400m個人メドレー   | 金メダル       | 4分23秒79      |                |                |
| 2005           | ヨーロッパ ジュニア選手権                   | ブダペスト           | 200m背泳ぎ         | 予選7位        | 2分07秒32      |                |                |
| 2005           | ヨーロッパ ジュニア選手権                   | ブダペスト           | 200m個人メドレー   | 金メダル       | 2分03秒59      |                |                |
| 2005           | ヨーロッパ ジュニア選手権                   | ブダペスト           | 400m個人メドレー   | 金メダル       | 4分17秒72      |                | 自己ベスト     |
| 2005           | ヨーロッパ ジュニア選手権                   | ブダペスト           | 4x200mフリーリレー | 予選11位       | 7分51秒91      | 3泳            |                |
| 2005           | ヨーロッパ短水路選手権                      | トリエステ           | 400m個人メドレー   | 予選4位        | 4分10秒28      |                |                |
| 2006           | ヨーロッパ ジュニア選手権                   | パルマ・デ・マヨルカ | 200m個人メドレー   | 銅メダル       | 2分03秒89      |                |                |
| 2006           | ヨーロッパ ジュニア選手権                   | パルマ・デ・マヨルカ | 400m個人メドレー   | 銀メダル       | 4分19秒30      |                |                |
| 2006           | ヨーロッパ選手権                            | ブダペスト           | 400m自由形         | 予選27位       | 3分55秒62      |                |                |
| 2006           | ヨーロッパ選手権                            | ブダペスト           | 400m個人メドレー   | 8位            | 4分20秒76      |                |                |
| 2006           | ヨーロッパ短水路選手権                      | ヘルシンキ           | 200m自由形         | 予選48位       | 1分51秒35      |                |                |
| 2006           | ヨーロッパ短水路選手権                      | ヘルシンキ           | 1500m自由形        | 6位            | 14分44秒56     |                |                |
| 2006           | ヨーロッパ短水路選手権                      | ヘルシンキ           | 400m個人メドレー   | 4位            | 4分09秒48      |                |                |
| 2007           | 世界選手権                                  | メルボルン           | 400m自由形         | 予選25位       | 3分52秒88      |                | [ 注釈 3 ]     |
| 2007           | 世界選手権                                  | メルボルン           | 1500m自由形        | 予選19位       | 15分14秒68     |                | ハンガリー記録 |
| 2007           | 世界選手権                                  | メルボルン           | 200mバタフライ     | 予選25位       | 2分00秒00      |                |                |
| 2007           | ヨーロッパ短水路選手権                      | デブレツェン         | 400m自由形         | 予選15位       | 3分47秒74      |                |                |
| 2007           | ヨーロッパ短水路選手権                      | デブレツェン         | 1500m自由形        | 9位            | 15分00秒90     |                |                |
| 2008           | ヨーロッパ選手権                            | アイントホーフェン   | 400m自由形         | 予選20位       | 3分53秒39      |                |                |
| 2008           | ヨーロッパ選手権                            | アイントホーフェン   | 1500m自由形        | 予選9位        | 15分26秒72     |                |                |
| 2008           | ヨーロッパ選手権                            | アイントホーフェン   | 200m個人メドレー   | 予選6位        | 2分02秒12      |                |                |
| 2008           | ヨーロッパ選手権                            | アイントホーフェン   | 400m個人メドレー   | 予選5位        | 4分17秒93      |                | [ 注釈 4 ]     |
| 2008           | ヨーロッパ短水路選手権                      | リエカ               | 1500m自由形        | 7位            | 14分56秒47     |                |                |
| 2008           | ヨーロッパ短水路選手権                      | リエカ               | 200m個人メドレー   | 予選17位       | 1分58秒47      |                |                |
| 2008           | ヨーロッパ短水路選手権                      | リエカ               | 400m個人メドレー   | 4位            | 4分05秒33      |                |                |
| 2009           | ヨーロッパ短水路選手権                      | イスタンブール       | 200m自由形         | 予選57位       | 1分52秒89      |                |                |
| 2009           | ヨーロッパ短水路選手権                      | イスタンブール       | 1500m自由形        | 17位           | 15分08秒49     |                |                |
| 2009           | ヨーロッパ短水路選手権                      | イスタンブール       | 200m個人メドレー   | 10位           | 1分54秒90      |                | 自己ベスト     |
| 2009           | ヨーロッパ短水路選手権                      | イスタンブール       | 400m個人メドレー   | 銀メダル       | 4分00秒10      |                | 自己ベスト     |
| 2010           | ヨーロッパ選手権                            | ブダペスト           | 200m背泳ぎ         | 予選12位       | 2分01秒08      |                |                |
| 2010           | ヨーロッパ選手権                            | ブダペスト           | 200m個人メドレー   | 6位            | 2分00秒72      |                |                |
| 2010           | ヨーロッパ選手権                            | ブダペスト           | 400m個人メドレー   | 銀メダル       | 4分12秒96      |                |                |
| 2010           | ヨーロッパ短水路選手権                      | アイントホーフェン   | 200m自由形         | 予選30位       | 1分49秒12      |                |                |
| 2010           | ヨーロッパ短水路選手権                      | アイントホーフェン   | 200m平泳ぎ         | 予選11位       | 2分09秒65      |                |                |
| 2010           | ヨーロッパ短水路選手権                      | アイントホーフェン   | 200mバタフライ     | 7位            | 1分55秒24      |                |                |
| 2010           | ヨーロッパ短水路選手権                      | アイントホーフェン   | 200m個人メドレー   | 7位            | 1分56秒98      |                |                |
| 2010           | ヨーロッパ短水路選手権                      | アイントホーフェン   | 400m個人メドレー   | 金メダル       | 4分03秒06      |                |                |
| 2010           | 世界短水路選手権                            | ドバイ               | 100mバタフライ     | 予選54位       | 54秒61         |                |                |
| 2010           | 世界短水路選手権                            | ドバイ               | 200mバタフライ     | 予選19位       | 1分55秒06      |                |                |
| 2010           | 世界短水路選手権                            | ドバイ               | 200m個人メドレー   | 予選16位       | 1分56秒29      |                |                |
| 2010           | 世界短水路選手権                            | ドバイ               | 400m個人メドレー   | 4位            | 4分02秒73      |                |                |
| 2011           | 世界選手権                                  | 上海                 | 200m個人メドレー   | 準決勝15位     | 2分00秒05      |                |                |
| 2011           | 世界選手権                                  | 上海                 | 400m個人メドレー   | 6位            | 4分15秒67      |                |                |
| 2011           | ヨーロッパ短水路選手権                      | シュチェチン         | 200m自由形         | 予選31位       | 1分47秒55      |                |                |
| 2011           | ヨーロッパ短水路選手権                      | シュチェチン         | 200m背泳ぎ         | 予選8位        | 1分54秒06      |                |                |
| 2011           | ヨーロッパ短水路選手権                      | シュチェチン         | 200mバタフライ     | 予選9位        | 1分53秒94      |                |                |
| 2011           | ヨーロッパ短水路選手権                      | シュチェチン         | 400m個人メドレー   | 銀メダル       | 4分03秒03      |                |                |
| 2012           | ヨーロッパ選手権                            | デブレツェン         | 200m背泳ぎ         | 予選22位       | 2分02秒33      |                |                |
| 2012           | ヨーロッパ選手権                            | デブレツェン         | 200m個人メドレー   | 6位            | 2分01秒70      |                |                |
| 2012           | ヨーロッパ選手権                            | デブレツェン         | 400m個人メドレー   | 銀メダル       | 4分14秒23      |                |                |
| 2012           | オリンピック                                | ロンドン             | 200m個人メドレー   | 予選35位       | 2分04秒53      |                |                |
| 2012           | オリンピック                                | ロンドン             | 400m個人メドレー   | 予選22位       | 4分18秒31      |                |                |
| 2012           | ヨーロッパ短水路選手権                      | シャルトル           | 200m平泳ぎ         | 8位            | 2分08秒11      |                |                |
| 2012           | ヨーロッパ短水路選手権                      | シャルトル           | 200mバタフライ     | 予選5位        | 1分54秒33      |                |                |
| 2012           | ヨーロッパ短水路選手権                      | シャルトル           | 200m個人メドレー   | 6位            | 1分56秒53      |                |                |
| 2012           | ヨーロッパ短水路選手権                      | シャルトル           | 400m個人メドレー   | 銀メダル       | 4分02秒54      |                |                |
| 2012           | 世界短水路選手権                            | イスタンブール       | 100m個人メドレー   | 予選24位       | 55秒07         |                | 自己ベスト     |
| 2012           | 世界短水路選手権                            | イスタンブール       | 200m個人メドレー   | 予選12位       | 1分56秒22      |                |                |
| 2012           | 世界短水路選手権                            | イスタンブール       | 400m個人メドレー   | 銅メダル       | 4分02秒87      |                |                |
| 2013           | 世界選手権                                  | バルセロナ           | 400m個人メドレー   | 6位            | 4分13秒68      |                |                |
| 2013           | ヨーロッパ短水路選手権                      | ヘアニング           | 200m平泳ぎ         | 10位           | 2分07秒53      |                |                |
| 2013           | ヨーロッパ短水路選手権                      | ヘアニング           | 200mバタフライ     | 予選12位       | 1分54秒62      |                |                |
| 2013           | ヨーロッパ短水路選手権                      | ヘアニング           | 200m個人メドレー   | 7位            | 1分56秒12      |                |                |
| 2013           | ヨーロッパ短水路選手権                      | ヘアニング           | 400m個人メドレー   | 金メダル       | 4分03秒48      |                |                |
| 2014           | ヨーロッパ選手権                            | ベルリン             | 200m背泳ぎ         | 予選14位       | 2分00秒97      |                |                |
| 2014           | ヨーロッパ選手権                            | ベルリン             | 200m個人メドレー   | 準決勝9位      | 2分00秒43      |                |                |
| 2014           | ヨーロッパ選手権                            | ベルリン             | 400m個人メドレー   | 金メダル       | 4分11秒89      |                |                |
| 2014           | 世界短水路選手権                            | ドーハ               | 200mバタフライ     | 予選18位       | 1分54秒55      |                |                |
| 2014           | 世界短水路選手権                            | ドーハ               | 200m個人メドレー   | 予選10位       | 1分55秒55      |                |                |
| 2014           | 世界短水路選手権                            | ドーハ               | 400m個人メドレー   | 銅メダル       | 4分01秒82      |                |                |
| 2015           | 世界選手権                                  | カザン               | 400m個人メドレー   | 銀メダル       | 4分09秒90      |                |                |
| 2015           | ヨーロッパ短水路選手権                      | ネタニヤ             | 200mバタフライ     | 8位            | 1分54秒32      |                |                |
| 2015           | ヨーロッパ短水路選手権                      | ネタニヤ             | 400m個人メドレー   | 金メダル       | 4分02秒43      |                |                |
| 2016           | ヨーロッパ選手権                            | ロンドン             | 400m個人メドレー   | 金メダル       | 4分13秒15      |                |                |
| 2016           | オリンピック                                | リオデジャネイロ     | 400m個人メドレー   | 予選12位       | 4分15秒04      |                |                |
| 2016           | 世界短水路選手権                            | ウィンザー           | 200m平泳ぎ         | 予選15位       | 2分06秒73      |                |                |
| 2016           | 世界短水路選手権                            | ウィンザー           | 200mバタフライ     | 予選10位       | 1分53秒42      |                |                |
| 2016           | 世界短水路選手権                            | ウィンザー           | 400m個人メドレー   | 銅メダル       | 4分01秒56      |                |                |
| 2017           | 世界選手権                                  | ブダペスト           | 400m個人メドレー   | 銀メダル       | 4分08秒38      |                |                |
| 2018           | ヨーロッパ選手権                            | グラスゴー           | 200m個人メドレー   | 準決勝12位     | 2分00秒90      |                |                |
| 2018           | ヨーロッパ選手権                            | グラスゴー           | 400m個人メドレー   | 金メダル       | 4分10秒65      |                |                |
| 2019           | 世界選手権                                  | 光州                 | 400m個人メドレー   | 予選13位       | 4分16秒95      |                |                |
| 2021           | ヨーロッパ選手権                            | ブダペスト           | 400m個人メドレー   | 4位            | 4分12秒15      |                |                |
| 2021           | オリンピック                                | 東京                 | 400m個人メドレー   | 4位            | 4分10秒59      |                |                |
| 2022           | ヨーロッパ選手権                            | ローマ               | 200m平泳ぎ         | 準決勝12位     | 2分12秒64      |                |                |
| 2022           | ヨーロッパ選手権                            | ローマ               | 200mバタフライ     | 予選9位        | 1分57秒65      |                |                |
| 2022           | ヨーロッパ選手権                            | ローマ               | 400m個人メドレー   | 銀メダル       | 4分12秒58      |                |                |

## 自己ベスト
世界水泳連盟のウェブサイトなど参照
| 種目             | 記録      | 日付           | 大会                   | 場所           | 備考   |
| 長水路           | 長水路    | 長水路         | 長水路                 | 長水路         | 長水路 |
| ---------------- | --------- | -------------- | ---------------------- | -------------- | ------ |
| 200m個人メドレー | 1分58秒69 | 2011年7月27日  | 世界選手権             | 上海           |        |
| 400m個人メドレー | 4分07秒47 | 2017年6月24日  | セッテコリ杯           | ローマ         |        |
| 短水路           |           |                |                        |                |        |
| 100m個人メドレー | 55秒07    | 2012年12月15日 | 世界短水路選手権       | イスタンブール |        |
| 200m個人メドレー | 1分54秒90 | 2009年12月10日 | ヨーロッパ短水路選手権 | イスタンブール |        |
| 400m個人メドレー | 4分00秒10 | 2009年12月11日 | ヨーロッパ短水路選手権 | イスタンブール |        |